# Kurt Einberger
Kurt Einberger (* 27. Januar 1966 in Brixlegg, Tirol) ist ein ehemaliger österreichischer Bobsportler.

## Karriere
Einberger trat bei den Olympischen Winterspielen 1994 in Lillehammer und 1998 in Nagano an. Seine beste Platzierung war der sechste Platz im Viererbob 1994 in Lillehammer. 
1994 trat er zusammen mit Thomas Bachler, Carsten Nentwig und Martin Schützenauer im Viererbob an; 1998 war er mit Bachler, Georg Kuttner und Michael Müller in der zweiten Mannschaft für Österreich.